# Brachysomophis
Genre
Brachysomophis est un genre de poissons téléostéens serpentiformes de la famille des Ophichthidae.

## Liste des espèces
Selon World Register of Marine Species (30 septembre 2015) et FishBase (30 septembre 2015) :
- Brachysomophis atlanticus Blache & Saldanha, 1972 -- Atlantique tropical est
- Brachysomophis cirrocheilos (Bleeker, 1857) -- Indo-Pacifique tropical
- Brachysomophis crocodilinus (Bennett, 1833) -- Indo-Pacifique tropical
- Brachysomophis henshawi Jordan & Snyder, 1904 -- Indo-Pacifique tropical
- Brachysomophis longipinnis McCosker & Randall, 2001 -- Pacifique nord-ouest
- Brachysomophis porphyreus (Temminck & Schlegel, 1846) -- Pacifique nord-ouest
- Brachysomophis umbonis McCosker & Randall, 2001 -- Région Indonésie-Philippines

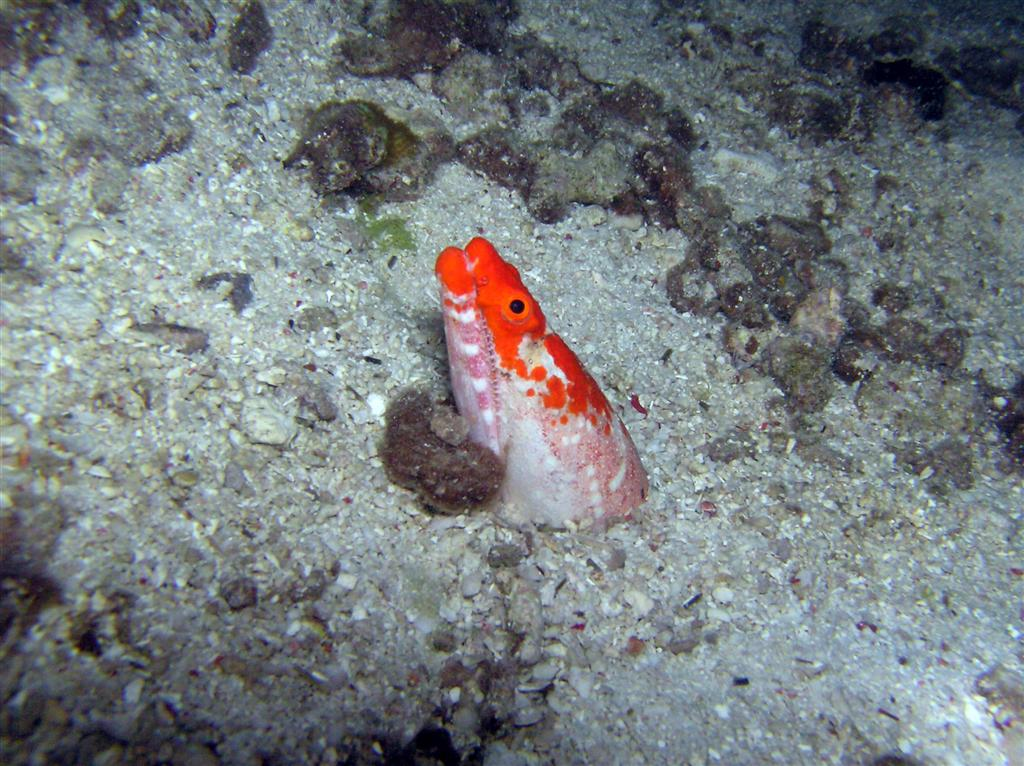
Brachysomophis crocodilinus